# Н
Н, н（称呼为 эн, en）是一个广泛用在斯拉夫语言的西里尔字母，由希腊字母 Ν 演变而成。
它的形状虽然像拉丁字母 H，但是它与拉丁字母 H 无关。与它有关的是 N。

## 字母的次序
在俄语、白俄罗斯语字母中排第15位，在乌克兰语字母中排第18位，在保加利亚语字母中排第14位，在塞尔维亚语字母中排第16位，在马其顿语字母中排第17位。

## 音值
通常为 /n/，在腭化元音前代表 /nʲ/（此规则不适用于塞尔维亚语和马其顿语）。
在汉语西里尔字母转写中，此字母在韵尾中代表/ŋ/音，用作声母时仍然代表/n/音。

## 字符编码
| 字符编码 | Unicode | ISO 8859-5 | KOI-8 | GB 2312 | HKSCS |
| -------- | ------- | ---------- | ----- | ------- | ----- |
| 大写 Н   | U+041D  | BD         | EE    | A7AF    | C842  |
| 小写 н   | U+043D  | DD         | CE    | A7DF    | C863  |

## 参閲
- Ν ν（希腊字母）
- N n（拉丁字母）
- 組合附加符號

## 外部連結
- 维基词典中的词条「Н」
- 维基词典中的词条「н」
- Буква Н （页面存档备份，存于） на сайте graphemica.com
- Буква н （页面存档备份，存于） на сайте graphemica.com
- Michael Everson, David Birnbaum, Ralph Cleminson, Ivan Derzhanski, Vladislav Dorosh, Alexej Kryukov, Sorin Paliga, Klaas Ruppel.  (PDF). 2007-03-21  [2017-10-11]. （原始内容存档 (PDF)于2019-06-14）. （英文）